# Список плазунів Латвії
Цей список є списком видів плазунів, спостережених на території Латвії. Через холодний клімат у фауні Латвії трапляється лише сім видів плазунів: три ящірок, три змій та один вид черепах.

## РядЛускаті(Squamata)
Найбільший ряд плазунів. До лускатих включають змій та ящірок. Налічує понад 5 тис видів, з них у Латвії трапляється 6 видів.

### Родина Ящіркові (Lacertidae)
| Українська назва              | Латвійська назва | Латинська назва  | Автор таксона     | Статус МСОП | Поширення у Латвії | Зображення |
| Ряд: Лускаті (Squamata)       |                  |                  |                   |             |                    |            |
| Родина: Ящіркові (Lacertidae) |                  |                  |                   |             |                    |            |
| Ящірка прудка                 | Sila ķirzaka     | Lacerta agilis   | Linnaeus, 1758    | LC          |                    |            |
| Ящірка живородна              | Pļavas ķirzaka   | Zootoca vivipara | von Jacquin, 1787 | LC          |                    |            |

### Родина Веретільницеві (Anguidae)
| Українська назва                  | Латвійська назва | Латинська назва | Автор таксона  | Статус МСОП | Поширення у Латвії | Зображення |
| Ряд: Лускаті (Squamata)           |                  |                 |                |             |                    |            |
| Родина: Веретільницеві (Anguidae) |                  |                 |                |             |                    |            |
| Веретільниця ламка                | Glodene          | Anguis fragilis | Linnaeus, 1758 | LC          |                    |            |

### Родина Полозові (Colubridae)
| Українська назва              | Латвійська назва  | Латинська назва     | Автор таксона  | Статус МСОП | Поширення у Латвії | Зображення |
| Ряд: Лускаті (Squamata)       |                   |                     |                |             |                    |            |
| Родина: Полозові (Colubridae) |                   |                     |                |             |                    |            |
| Мідянка звичайна              | Gludenā čūska     | Coronella austriaca | Laurenti, 1768 | LC          |                    |            |
| Вуж звичайний                 | Parastais zalktis | Natrix natrix       | Linnaeus, 1758 | LC          |                    |            |

### Родина Гадюкові (Viperidae)
| Українська назва             | Латвійська назва | Латинська назва | Автор таксона  | Статус МСОП | Поширення у Латвії | Зображення |
| Ряд: Лускаті (Squamata)      |                  |                 |                |             |                    |            |
| Родина: Гадюкові (Viperidae) |                  |                 |                |             |                    |            |
| Гадюка звичайна              | Parastā odze     | Vipera berus    | Linnaeus, 1758 | LC          |                    |            |

## Ряд Черепахи (Testudines)
У світі відомо понад 230 видів черепах, з яких у Латвії трапляється один вид.

### Родина Безщиткові черепахи (Dermochelyidae)
| Українська назва                        | Латвійська назва   | Латинська назва  | Автор таксона    | Статус МСОП | Поширення у Латвії | Зображення |
| Ряд: Черепахи (Testudines)              |                    |                  |                  |             |                    |            |
| Родина: Прісноводні черепахи (Emydidae) |                    |                  |                  |             |                    |            |
| Болотна черепаха європейська            | Purva bruņurupucis | Emys orbicularis | (Linnaeus, 1758) | LC          |                    |            |